# Eleccions legislatives islandeses de 1995
Les eleccions legislatives islandeses de 1995 es van dur a terme el 8 d'abril d'aquest any per a escollir als membres de l'Alþingi. La participació fou del 87,4% dels vots, els resultats van ser una clara victòria per al Partit de la Independència del primer ministre d'Islàndia Davíð Oddsson amb un 37,1%, qui formarà un govern de coalició amb el Partit Progressista.

## Resultats
| Partits                    | Partits                                            | Vots    | %    | Escons  | +/- |
| -------------------------- | -------------------------------------------------- | ------- | ---- | ------- | --- |
|                            | Partit de la Independència (Sjálfstæðisflokkurinn) | 61.183  | 37,1 | 25 / 63 | 1   |
|                            | Partit Progressista (Framsóknarflokkurinn)         | 38.485  | 23,3 | 15 / 63 | 2   |
|                            | Aliança Popular (Alþýðubandalagið)                 | 23.597  | 14,3 | 9 / 63  | =   |
|                            | Partit Socialdemòcrata (Alþýðuflokkurinn)          | 18.846  | 11,4 | 7 / 63  | 3   |
|                            | Despertar de la Nació (Þjóðvaki)                   | 11.806  | 7,2  | 4 / 63  | Nou |
|                            | Llista de les Dones (Samtök um kvennalista)        | 8.031   | 4,9  | 3 / 63  | 2   |
|                            | Altres                                             | 3.095   | 1,9  | 0 / 63  |     |
| Total (participació 87,4%) | Total (participació 87,4%)                         | 167.751 | 100  | 63      |     |